# Río Cabo (vertiente cantábrica)
El río Cabo es un corto río costero del norte de España que discurre por el centro-oriente del Principado de Asturias. 

## Curso
El cabo nace en Picu Parandiella, en el concejo de Cudillero. Discurre sobre un suelo de curacitas creando un descenso accidentado a base de cascadas y saltos de agua de hasta 20m. Su afluente, el arroyo Busmarzo, es aún más vertical y caudaloso. Su cauce estápracticamente virgen y tremendamente poblado de vegetación y fauna, de gran belleza para el observador. Desemboca en el mar Cantábrico, en la playa de Ballota.